# Lumière Models
Lumière Models é uma agência de modelos brasileira criada pelo francês Olivier Daube em abril de 2005. Tem como modelos Ana Beatriz Barros, Raica Oliveira e Adriana Lima, entre outras.